# Цезарь (титул)

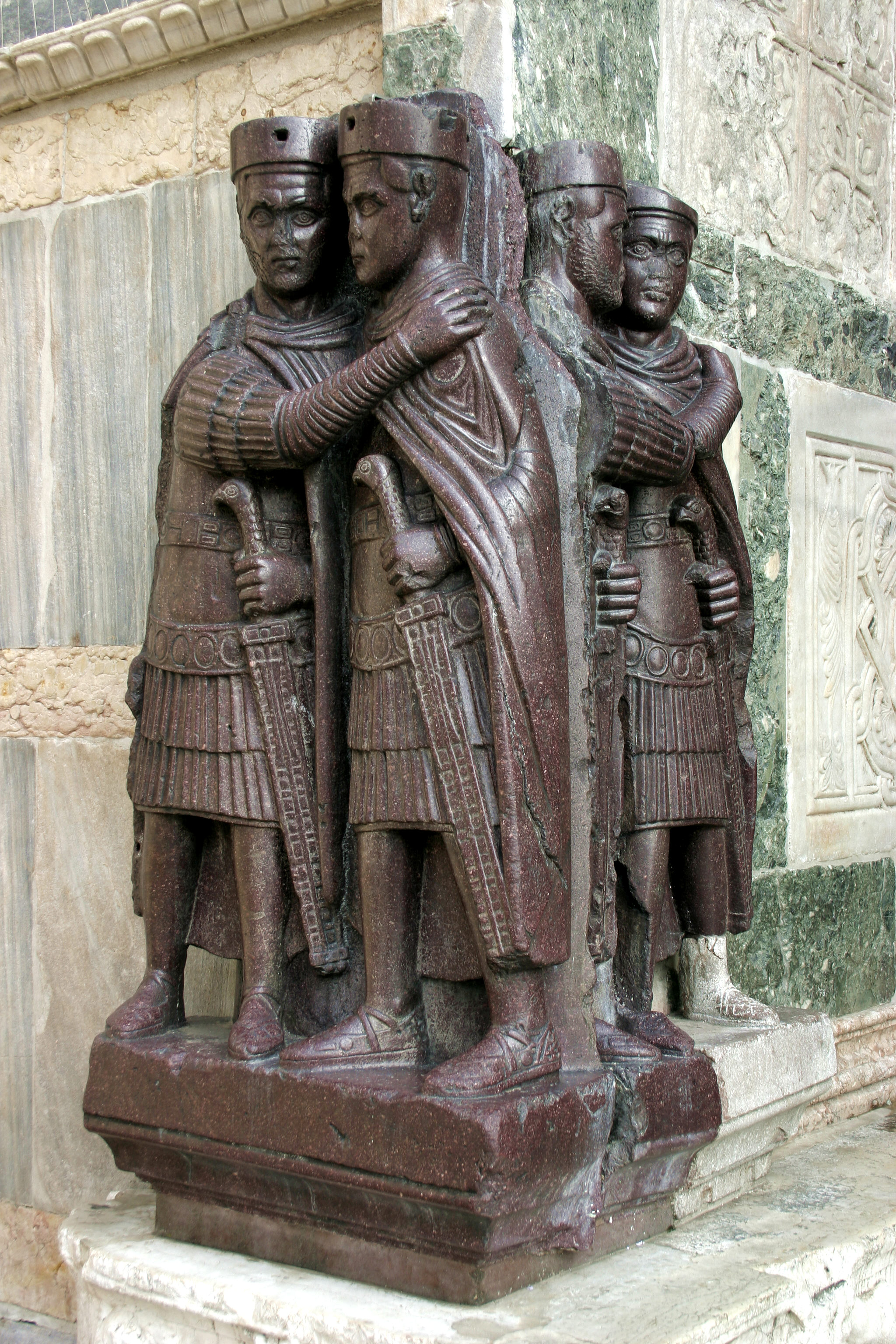
Тетрархи — двое августов с двумя цезарями (Порфир. Венеция. Собор св. Марка)

Це́зарь (лат. Caesar; ке́сарь, греч. Καῖσαρ, Kaîsar) — один из именных титулов правителей Римской и Византийской империй. Произошёл от когномена рода Юлиев, носителем которого был последний древнеримский диктатор Гай Юлий Цезарь.

## Термин в I—II веках
Юлий Цезарь был убит в 44 году до н. э. Его внучатый племянник и наследник Гай Октавий Фурин по завещанию получил также имя диктатора. После своей победы в гражданской войне и установления режима принципата он именовался как Гай Юлий Цезарь Октавиан Август. Две части этого имени — Цезарь и Август — впоследствии включались в официальные имена всех римских императоров, со временем превратившись в титулы.
В литературной традиции же эти два имени вообще стали практически синонимами официальных титулов правителей — принцепса и императора. Так, например, у Веллея Патеркула Октавиан и Тиберий, как правило, именуются цезарями (51 раз), Октавиан 16 раз назван августом, а Тиберий — ни разу; «император» в качестве обозначения правителя встречается лишь 3 раза (вообще в тексте — 10 раз), а «принцепс» — 11 раз. В трудах Тацита слово «принцепс» встречается 315, «император» — 107, a слово «цезарь» — 223 раза по отношению к верховным правителям и 58 раз по отношению к их родственникам. Светоний использует «принцепс» — 48, «император» — 29, a «цезарь» — 52 раза. Наконец, в тексте Аврелия Виктора «Эпитомы о Цезарях» слово «принцепс» встречается 48, «император» — 29, «цезарь» — 42, a «август» — 15 раз.
В этот период титулы «август» и «цезарь» были практически тождественны друг другу. Последним римским императором, использовавшим имя Цезарь по праву родства с Юлием Цезарем и Октавианом, был Нерон.

## Термин в III—IV веках
В III—IV веках титул «цезарь» был неразрывно связан с идеей соправительства, когда старший правитель, за которым закрепилось титулование «августом» делил власть с младшим соправителем (и, как правило, наследником) — «цезарем». Разделение верховной власти не было новым явлением для Рима — традиция дуумвиратов шла ещё со времён республиканских консулов. В эпоху принципата можно вспомнить соправления Веспасиана и Тита, Марка Аврелия и Луция Вера. Однако наибольшее распространение соправительства получили начиная с III века. Период политического хаоса, наступивший вслед за свержением династии Северов, породил необходимость назначать себе преемника фактически сразу после становления императором (первым в этом списке можно назвать Макрина, сразу же после обретения власти провозгласившего соимператором своего сына Диадумена). На протяжении всего III века императоры пытались хоть как-то упрочить своё положение подобными назначениями, которые, однако, практически не способствовали формированию устойчивой династии.
«Второе рождение» институт соправительства получил после прихода к власти Диоклетиана. Наиболее чётко различия между двумя титулами были определены при формировании Диоклетианом системы тетрархии, в рамках которой во главе государства должны были стоять два старших правителя, наделённых всей полнотой власти — августы, помощниками и наследниками которых являлись два младших соправителя — цезари. Система оказалась не слишком устойчивой, и к 324 году верховная власть сосредоточилась в руках одного человека — Константина I Великого. Он, однако, не устранил институт цезарей. Напротив, Константин даровал этот титул четырём своим сыновьям — Криспу, Константину, Констанцию, Константу — и племяннику Далмацию Младшему. Крисп был убит отцом ещё в 326 году, Далмаций Младший погиб в результате солдатского мятежа вскоре после смерти Константина Великого. Константин, Констанций и Констант в 337 году стали августами и поделили империю на три части. Константин ΙΙ погиб уже в 340 году, вторгнувшись во владения Константа. Констант же правил до 350 года, когда погиб во время мятежа узурпатора Магненция. Таким образом, в государстве остался лишь один законный август — Констанций, обладавший властью над всей империей вплоть до своей смерти в 361 году.
Именно в этот период были назначены последние для IV столетия цезари. Констанций пожаловал этот титул двум своим двоюродным братьям — Галлу и Юлиану — единственным оставшимся в живых родственникам Константина Великого (не считая его сыновей). Также известно, что узурпатор Магненций, начав войну с Констанцием, назначил цезарями своих братьев. Одного, Деценция, он отправил в Галлию. О втором же (Дезидерии) источники практически ничего не сообщают.

### Полномочия и деятельность цезарей на примерах середины IV века

#### Причины назначения цезарей
Во всех случаях — Галла, Юлиана и Деценция — назначение диктовалось необходимостью защиты от внешней угрозы. Так, Констанций, будучи правителем Востока, вел постоянные, хотя и безуспешные, войны с Сасанидами, и, отправляясь на войну с Магненцием, сделал Галла цезарем и немедленно отослал его в Антиохию-на-Оронте для организации обороны. Также поступил и его противник: для защиты Галлии от алеманнов он послал туда своего родного брата Деценция. Тот, однако, не смог их усмирить, и Констанций, вскоре после своей победы отправившийся опять на Восток (Галл был к тому времени уже казнён), оставил в Галлии Юлиана, наделив его титулом цезаря.
Все три назначения были сделаны в условиях внешней опасности и при невозможности старшего правителя находиться в данном регионе и командовать войсками. Интересен также тот факт, что назначения делались не в общеимперских масштабах, а для конкретных территорий — для Галлии и для Востока. Истоки подобного наделения властью в рамках какой-то части империи следует, очевидно, искать в третьем веке. До того императоры, разделяя власть с кем-либо, разделяли свой imperium, выступая как республиканские консулы, обладавшие равной властью, распространявшейся на всю территорию государства (например, Веспасиан и Тит, Нерва и Траян etc.). Во  же кризиса III века в рамках империи образовывались фактически самостоятельные государства, продемонстрировавшие свою жизнеспособность: «Британская империя» Караузия и Аллекта, «Галльская империя» Постума и Тетрика, Пальмирское царство Одената и Зенобии. И уже Диоклетиан, разделяя власть с Максимианом, разделил её именно территориально, взяв себе Восток, а соправителю предоставив Запад. Впоследствии все разделы власти происходили именно по территориальному принципу.
Цезари — и Галл, и Юлиан (о Деценции мы имеем слишком мало информации) — были весьма ограничены в своих возможностях, как в военной сфере, так и в гражданской.

#### Деятельность цезарей в военной сфере
Хотя основной функцией цезарей являлась защита провинций, всё же они не имели полного контроля над вверенной им армией. В первую очередь это видно в их взаимоотношениях с высшим офицерством. Юлиан, например, которому сразу же после назначения пришлось вести активные военные действия, столкнулся если не с прямым неповиновением армейской верхушки, то, по крайней мере, со скрытым противодействием. Так, магистр конницы Марцелл, «находившийся поблизости, не оказал помощи оказавшемуся в опасности Цезарю, хотя он был обязан в случае нападения на город, не будь там даже Цезаря, поспешить на выручку», а магистр пехоты Барбацион постоянно интриговал против Юлиана. Подобная ситуация складывалась вследствие того, что все эти офицеры зависели не от цезаря, а от августа, и цезарь не мог отстранить их от занимаемых должностей — Марцелл всё-таки был уволен в отставку за своё бездействие, но не Юлианом, а Констанцием. Власть цезарей над подчиненными им легионами также была относительной; они могли отдавать распоряжения во время военных действий, осуществляя либо общее, либо непосредственное руководство войсками, но в принципе подчинялись все легионы августу. Именно он, как обладатель всей полноты верховной власти, решал, где стоит находиться тому или другому легиону и какие части следует предоставить под командование цезаря. Как известно, именно распоряжение Констанция о переброске части галльских легионов на Восток вызвало солдатский бунт, следствием которого было провозглашение Юлиана августом.
Весьма ограничены были цезари и в финансовых вопросах, что в первую очередь влияло на их отношения с армией. Аммиан прямо пишет, что «когда Юлиан был послан в западные области в звании цезаря, причем его желали всячески ущемить и не предоставили никакой возможности делать подачки солдатам, и тем самым солдаты могли скорее пойти на всякий бунт, тот самый комит государственного казначейства Урсул дал письменный приказ начальнику галльской казны выдавать без малейших колебаний суммы, каких бы ни потребовал цезарь». Отчасти это сняло проблему, но жесткий финансовый контроль со стороны августа сохранялся. Констанций даже самолично определял расходы на стол Юлиана!

#### Деятельность цезарей в гражданской сфере
Неполновластны были цезари и в гражданской сфере. Все высшие гражданские чиновники на вверенных им территориях назначались августом и отчитывались тоже перед ним. Такая их независимость приводила к постоянным напряжённым отношениям с цезарями, которые зачастую вынуждены были чуть ли не упрашивать чиновников сделать то или иное действие. Так, и Галл, и Юлиан постоянно находились в большей или меньшей конфронтации с префектами претория. Префект Востока Талассий постоянно интриговал против Галла, посылая донесения Констанцию, а префект Галлии Флоренций позволял себе весьма запальчиво спорить с Юлианом по вопросу об экстренных взысканиях. Впрочем, решающее слово всё же оставалось за цезарем, и тот не подписал указ, о чём Флоренций не преминул тотчас же доложить августу. Непосредственным управлением провинциями занимался всё-таки префект, и когда Юлиан упросил (sic!) его отдать под своё управление Вторую Белгику, это было весьма необычным прецедентом.
Одной из важнейших функций цезарей была судебная. И если Галл, верша суд, «превышал предоставленные ему полномочия» и весьма необдуманно терроризировал знать на Востоке (за что, в конечном итоге, и поплатился), то Юлиан подходил к своим судебным обязанностям весьма взвешенно, стараясь не допускать злоупотреблений.

### Цезарат как государственный институт
Как можно видеть, власть цезарей была весьма ограниченной — и территориально, и функционально; как в военной сфере, так и гражданской. Тем не менее, цезари были императорами и формально являлись соучастниками верховной власти. Принадлежность к императорской коллегии подчеркивалась и соответствующими браками: и Галла, и Юлиана, Констанций женил на своих сестрах — первому была дана Константина, второму — Елена. Хотя по объёму властных полномочий цезари были сравнимы с крупными чиновниками, в глазах общества они стояли намного выше. Аммиан описывает прибытие Юлиана в Виенну:

…люди всех возрастов и положений устремились к нему навстречу, чтобы приветствовать его как желанного и храброго правителя. Весь народ и все население окрестных мест, завидев его ещё издали, обращались к нему, называя его милостивым и несущим счастье императором, и все с восторгом взирали на приезд законного государя: в его прибытии видели исцеление всех бед.
Институт цезарата обеспечивал работу и определенную стабильность государственного управления в середине IV века. С провозглашением Юлиана августом в подобном виде этот институт существовать перестал, возродившись лишь позже, во многом видоизмененый